# Doctor-assistent
Een doctor-assistent is een post-doctorale positie aan een Belgische universiteit, typisch bestaande uit een mandaat van 3 jaar dat eenmalig verlengd kan worden. De positie vereist de graad van doctor. 
Een doctor-assistent heeft in grote lijnen dezelfde taken als een docent, met dat verschil dat hij geacht wordt minstens de helft van zijn tijd aan wetenschappelijk onderzoek te spenderen. In tegenstelling tot andere post-doctorale mandaten, die meer op onderzoek en minder op onderwijs zijn gericht, is een doctor-assistent volledig belast met het verzorgen van een opleidingsonderdeel van een universitaire studie.